# Fender Musicmaster
De Fender Musicmaster is een elektrische gitaar geproduceerd door Fender, en was het eerste type uit de serie 3/4 scale length (22½ inch, 57 cm) gitaren. Hij had 1 pick-up bij de hals en had geen tremoloarm, het is een vrij simpele maar ook functionele gitaar.
Men begon met de ontwikkeling van de Musicmaster en ook de Fender Duo-Sonic in 1955. Prototypes waren klaar in het begin van 1956, waarna er verkoopbrochures kwamen om de modellen aan te kondigen. De productie van de Musicmaster begon eind april 1956. De Musicmaster en de Duo-Sonic (die later dat jaar werd geïntroduceerd) hadden qua body en hals veel overeenkomsten.
In 1959 werd de gehele catalogus van Fender geactualiseerd, zo ook de Musicmaster. Net als de Duo-Sonic werd de Musicmaster herontworpen. De Musicmaster had nu onder andere een plastic slagplaat, in plaats van de aluminium versie op de voorgaande versie. De hals was niet meer uit 1 stuk maar werd vervangen door een maple hals met een rosewood fingerboard.
In 1964 werd de Fender Mustang geïntroduceerd. Zowel de Duo-Sonic als de Musicmaster werden geactualiseerd naar voorbeeld van de Mustang. De body werd wat groter, bovendien kwamen de volume- en toneknoppen op een stalen plaat. Ook werd de kop van de gitaar groter. Bovendien kwam er een optie bij voor de Musicmaster, Duo-Sonic en de Mustang, men kon nu namelijk ook kiezen voor een 24 inch (61 cm) hals in plaats van de gebruikelijk 3/4 scale length hals. Vaak werd de Musicmaster met de 24 inch (61 cm) hals ook wel Musicmaster II genoemd. 
De Musicmaster werd geproduceerd tot 1982, toen werd zowel van de Musicmaster als de Mustang de productie stopgezet en werd vervangen door de Fender Lead modellen.
Ook kwam de Fender Swinger op de markt, ook met een 22½ inch (57 cm) hals, deze had de brug, de elektronica en de slagplaat van de Musicmaster maar had de body van een aangepaste Fender Bass V.